# Tetrastichus pompilicola
Tetrastichus pompilicola is een vliesvleugelig insect uit de familie Eulophidae. De wetenschappelijke naam is voor het eerst geldig gepubliceerd in 1960 door Graham.